# 吉田康夫
吉田 康夫（よしだ やすお、1961年6月11日 - ）は、福島県岩瀬郡鏡石町出身の元プロ野球選手（捕手）・コーチ。
ロサンゼルスオリンピック野球の金メダリスト。

## 来歴・人物
日大東北工業入学時の1977年は三塁手であったが、強肩であったために捕手に転向し、後に同校で監督を務める宗像忠典とのバッテリーで活躍。2年次の1978年に校名が日大東北高に変更し、3年次の1979年には夏の甲子園県予選で準決勝に進出するが安積商高に敗れる。
卒業後は1980年に三菱自動車川崎へ入社し、1981年・1983年の都市対抗で準々決勝進出に貢献。1984年にはロス五輪日本代表に選出され、正捕手として金メダルの獲得に貢献。同年の第28回アマチュア野球世界選手権でも日本代表となる。同年のドラフト会議では、事前に巨人側から外れ1位か2位での指名を約束をされていたが、巨人は約束を反故にし吉田をドラフト指名せず、ドラフト会議後にドラフト外で入団させようとした。巨人側のこの対応に、吉田は「約束が違う」と入団を拒否した。1985年の都市対抗では1回戦で本塁打を放つなど活躍し、13年ぶりの準決勝進出に貢献。同年の第13回アジア野球選手権大会、インターコンチネンタルカップで日本代表となる。
同年のドラフト5位で阪神タイガースに入団。強肩でインサイドワークに優れた捕手として大きく期待されたが、正捕手争いにはなかなか加われず、木戸克彦、嶋田宗彦に続く第3の捕手として貴重な戦力であった。1989年には嶋田の不調もあり58試合に出場するが、その後は段々と出場機会が減る。1994年にはプロ入り後初めて開幕戦のスターティングメンバーに選ばれたが、この年一軍では無安打に終わりチャンスを逃してしまった。1997年に戦力外通告を受け、現役を引退。
引退後も阪神に残って二軍バッテリーコーチ（1998年, 2002年 - 2003年, 2013年 - 2015年）・二軍育成コーチ（1999年 - 2001年）・一軍ブルペンコーチ（2004年 - 2006年）・一軍バッテリーコーチ（2007年 - 2012年）を務め、大胆で緻密に長所を伸ばす指導者だった。指導した狩野恵輔は「入団当初、お山の対照的な部分があって、吉田コーチの方からすごく直されました。「それじゃ捕手としては飯が食えないな」と言われましたね。もともと無口で人見知りでした。「ピッチャーに好かれろ・もっと気を配れ」となど口酸っぱく言われ徐々に性格が変わってきました。」と述べている。退団後は群馬県前橋市のスポーツDEPO前橋吉岡店でアドバイザリースタッフを務めている。
打撃に難があったが守備には定評があり、しばしば先発出場した。二軍では投手として1イニング投げたことがある。

## 詳細情報

### 年度別打撃成績
| 年 度     | 球 団     | 試 合 | 打 席 | 打 数 | 得 点 | 安 打 | 二 塁 打 | 三 塁 打 | 本 塁 打 | 塁 打 | 打 点 | 盗 塁 | 盗 塁 死 | 犠 打 | 犠 飛 | 四 球 | 敬 遠 | 死 球 | 三 振 | 併 殺 打 | 打 率 | 出 塁 率 | 長 打 率 | O P S |
| --------- | --------- | ----- | ----- | ----- | ----- | ----- | -------- | -------- | -------- | ----- | ----- | ----- | -------- | ----- | ----- | ----- | ----- | ----- | ----- | -------- | ----- | -------- | -------- | ----- |
| 1986      | 阪神      | 3     | 0     | 0     | 0     | 0     | 0        | 0        | 0        | 0     | 0     | 0     | 0        | 0     | 0     | 0     | 0     | 0     | 0     | 0        | ----  | ----     | ----     | ----  |
| 1988      | 阪神      | 9     | 9     | 9     | 1     | 2     | 0        | 0        | 0        | 2     | 1     | 0     | 0        | 0     | 0     | 0     | 0     | 0     | 2     | 0        | .222  | .222     | .222     | .444  |
| 1989      | 阪神      | 58    | 96    | 80    | 12    | 12    | 2        | 0        | 0        | 14    | 0     | 4     | 0        | 3     | 0     | 11    | 3     | 2     | 15    | 1        | .150  | .269     | .175     | .444  |
| 1990      | 阪神      | 42    | 31    | 26    | 6     | 4     | 1        | 0        | 0        | 5     | 0     | 0     | 0        | 3     | 0     | 2     | 0     | 0     | 6     | 0        | .154  | .214     | .192     | .406  |
| 1991      | 阪神      | 12    | 2     | 2     | 1     | 1     | 0        | 0        | 0        | 1     | 0     | 0     | 0        | 0     | 0     | 0     | 0     | 0     | 0     | 0        | .500  | .500     | .500     | 1.000 |
| 1994      | 阪神      | 6     | 5     | 5     | 0     | 0     | 0        | 0        | 0        | 0     | 0     | 0     | 0        | 0     | 0     | 0     | 0     | 0     | 1     | 0        | .000  | .000     | .000     | .000  |
| 1995      | 阪神      | 1     | 4     | 4     | 1     | 2     | 0        | 0        | 0        | 2     | 0     | 0     | 0        | 0     | 0     | 0     | 0     | 0     | 1     | 0        | .500  | .500     | .500     | 1.000 |
| 1996      | 阪神      | 1     | 1     | 0     | 0     | 0     | 0        | 0        | 0        | 0     | 0     | 0     | 0        | 1     | 0     | 0     | 0     | 0     | 0     | 0        | .000  | .000     | .000     | .000  |
| 通算：8年 | 通算：8年 | 132   | 148   | 126   | 21    | 21    | 3        | 0        | 0        | 24    | 1     | 4     | 0        | 7     | 0     | 13    | 3     | 2     | 25    | 1        | .167  | .255     | .190     | .445  |

### 年度別守備成績
| 年度 | 試合 | 企図数 | 許盗塁 | 盗塁刺 | 阻止率 |
| ---- | ---- | ------ | ------ | ------ | ------ |
| 1986 | 3    | 0      | 0      | 0      | -      |
| 1988 | 7    | 5      | 3      | 2      | .400   |
| 1989 | 52   | 30     | 14     | 16     | .533   |
| 1990 | 42   | 18     | 10     | 8      | .444   |
| 1991 | 6    | 1      | 1      | 0      | .000   |
| 1994 | 6    | 0      | 0      | 0      | -      |
| 1995 | 1    | 1      | 0      | 1      | 1.000  |
| 通算 | 117  | 55     | 28     | 27     | .491   |

### 記録
- 初出場：1986年4月26日、対中日ドラゴンズ5回戦（阪神甲子園球場）、8回表に木戸克彦に代わり捕手として出場
- 初先発出場：1988年4月13日、対読売ジャイアンツ1回戦（阪神甲子園球場）、8番・捕手として先発出場
- 初打席・初安打・初打点：同上、2回裏に槙原寛己から

### 背番号
- 39 （1986年 - 1996年）
- 29 （1997年）
- 86 （1998年 - 2001年）
- 81 （2002年 - 2015年）